# Wolfgang Estorf
Wolfgang Estorf (* 14. September 1936 in Bad Bevensen) ist ein deutscher Generalmajor außer Dienst des Heeres der Bundeswehr.

## Leben
Nach dem Abitur 1957 in Uelzen trat Estorf als Offizieranwärter der Fernmeldetruppe in die Bundeswehr und wurde zum Offizier des Truppendienstes ausgebildet. 1959 erfolgte die Ernennung zum Leutnant. Zunächst war er Zugführer, dann Kompaniechef im Fernmeldebataillon 3 in der Estetal-Kaserne in Buxtehude und von 1965 bis 1967 Fernmeldeoffizier in der Panzergrenadierbrigade 7 in der Röttiger-Kaserne in Hamburg.
Von 1967 bis 1969 absolvierte Estorf den 10. Generalstabslehrgang Heer an der Führungsakademie der Bundeswehr in Hamburg, wo er zum Offizier im Generalstabsdienst ausgebildet wurde sowie von 1969 bis 1970 die Generalstabsausbildung am Command and General Staff College in Fort Leavenworth, Kansas, Vereinigte Staaten. Es folgten Verwendungen als G 3 Plans bei der Central Army Group in Heidelberg, als G 3 der 3. Panzerdivision in Buxtehude, als Bataillonskommandeur des Fernmeldebataillons 3 in Buxtehude, ab 1976 als Referent im Führungsstab der Streitkräfte im Bundesministerium der Verteidigung auf der Hardthöhe in Bonn, ab 1978 und als Gruppenleiter im Heeresamt in der Konrad-Adenauer-Kaserne in Köln.
Vom Oktober 1982 bis September 1984 war Estorf Brigadekommandeur der Panzergrenadierbrigade 7 in Hamburg, anschließend Abteilungsleiter IV und General der Führungstruppen im Heeresamt in Köln, von April 1990 bis März 1991 Chef des Stabes des Heeresamtes und danach letzter Divisionskommandeur der 2. Panzergrenadierdivision in der Lüttich-Kaserne in Kassel bis 1994. Zum 1. April 1994 wurde er in den Ruhestand versetzt.

## Privates
Estorf ist evangelisch, verheiratet und hat zwei Söhne.